# San Pédro
San Pédro je grad i luka u Obali Bjelokosti, u regiji Bas-Sassandra. Nalazi se na jugozapadu države, na obali Atlantskog oceana, stotinjak kilometara istočno od granice s Liberijom. Zbog svojih je pješčanih plaža poznato turističko odredište; također je i druga po veličini luka u državi i centar ribarstva. Luka se nalazi u laguni.
Sjeverozapadno od grada leži nacionalni park Taï, poznat kao jedno od posljednjih utočišta patuljastog vodenkonja, zbog čega je uvršten na UNESCO-ovu listu Svjetske prirodne baštine.
Godine 1998. San Pédro je imao 131.800 stanovnika, čime je bio šesti grad po brojnosti u državi.

## Vanjske poveznice

### Ostali projekti
|  | Zajednički poslužitelj ima još gradiva o temi San Pédro |